# Bryoerythrophyllum caledonicum
Bryoerythrophyllum caledonicum là một loài rêu trong họ Pottiaceae. Loài này được D.G. Long mô tả khoa học đầu tiên năm 1982.